# Amalia Hjelm
Amalia Hjelm, egentligen Amalia Kristina Hjelmstierna, född Munktell den 30 januari 1846 i Stora Kopparbergs församling, Kopparbergs län, död den 7 oktober 1916 i Stockholm, var en svensk tonsättare.

## Biografi
Amalia Hjelm var dotter till Johan Henrik Munktell och Augusta Munktell samt äldre syster till bland andra Helena Munktell och Emma Sparre.
Amalia Hjelm fick pianolektioner av Ludvig Norman och sånglektioner av Fritz Arlberg. Runt 1870 studerade hon piano för Marie Louise Öberg. Tre av hennes systrar (Helena, Emma och Clara) studerade också för Öberg. Hjelm fick en mycket god musikutbildning, både tack vare för att modern kunde betala men också för att hon var begåvad.
År 1865 gifte hon sig med August Hjelmstierna, en sjöofficer. Efter några olyckliga år upplöstes äktenskapet.
Amalia Hjelm bodde utomlands i många i år, bland annat i Cannes, Frankrike, och i Schweiz. Där ska hon ha arbetat som pianist och pianopedagog, komponerat musik och skrivit skönlitteratur. Under oroligheter i Europa inför första världskriget flyttade hon hem till Sverige igen och avled i Stockholm 1916.
Hjelm skrev främst för röst och piano. En utmärkande sak är att hon tonsatte sina egna texter. Hon är begravd på Norra begravningsplatsen utanför Stockholm.

## Verk

### Sång och piano
- Barmhärtighet

- 3 Dal-låtar, opus. 2. Utgiven 1896 som nummer E. & S. 1651 av Elkan & Schildknecht, Stockholm.[8]
  - 1. Vallkullans visa. Tillägnad fru Dagmar Möller.
  - 2. Täppliss Annas visa. Tillägnad fru Dagmar Möller.
  - 3. Bjursgummans visa. Tillägnad herr Sven Scholander.

- Vaggsång, opus 3. Tillägnad fröken Hermine Kopp. Utgiven 1896 som nummer E. & S. 1652 av Elkan & Schildknecht, Stockholm.[9]

- Fem sange. Utgiven som nummer C. W. 1995-1999 av Carl Warmuth, Christiania.[10]
  - 1. Edelweiss. Tillägnad fru Anna Gibson.
  - 2. Wallvisa. Tillägnad fröken Anna Karlsson.
  - 3. Hösttankar. Tillägnad fröken Maria Widmark.
  - 4. Välkommen åter. Tillägnad Helena Munktell.
  - 5. Sång till qvällens stjerna. Tillägnad fröken Maria Widmark.

- Synvidder. Tillägnad löjtnant John Forsell. Utgiven 1897 som nummer E. & S. 1714 av Elkan & Schildknecht, Stockholm.[11]

- Näckrosen. Tillägnad Esther Gadelius. Utgiven 1898 som nummer E. & S. 1715 av Elkan & Schildknecht, Stockholm.[12]

- Vårvisa.[13][14]